# Papilio anchisiades
Papilio anchisiades is een vlinder uit de familie van de pages (Papilionidae). De wetenschappelijke naam van de soort is voor het eerst geldig gepubliceerd in 1788 door Eugen Johann Christoph Esper.

## Kenmerken
De zwarte vleugels vertonen rode vlekken op de achtervleugels en soms wit op de voorvleugels.

## Verspreiding en leefgebied
Deze vlindersoort komt voor van Texas en Mexico tot Brazilië.

## Waardplanten
De waardplanten zijn soorten van de geslachten Casimiroa, Zanthoxylum en Citrus uit de wijnruitfamilie (Rutaceae).